# Кубок Эмиля Гремо
В 1962 ЕАБА учредила Кубок имени Эмиля Гремо, первого президента АИБА. Первоначально разыгрывался как командный приз ЕАБА (Кубок Европы), а с 1970 года — как личный, переходящий приз на чемпионатах Европы среди юниоров.

## История
Первый КЕ разыгрывался в 1963—1964 между командами Болгарии, ГДР. Ирландии, Италии, Польши, Румынии, СССР, Франции. Команды должны были встречаться между собой дважды (по жребию). Один раз на ринге одной страны, другой раз на ринге другой. Победитель определялся по сумме двух встреч. Проигравшая команда выбывала из дальнейших соревнований. Команды, потерпевшие поражение в полуфиналах, проводили две дополнительные встречи между собой за 3—4 место.

## Обладатели
Первый Кубок Европы им. Э. Гремо завоевала команда СССР (1963-64 гг.).
Соревнования за Кубок Европы популярности не приобрели, и решением АИБА эти соревнования были отменены, а Кубок Эмиля Гремо стали вручать лучшему боксеру на чемпионате Европы среди юниоров. Первый чемпионат состоялся в 1970 году в Мишкольце (Венгрия), и первым обладателем Кубка Эмиля Гремо стал советский боксер Вячеслав Лемешев (Москва, ЦСКА).